# Imamatul Caucazului

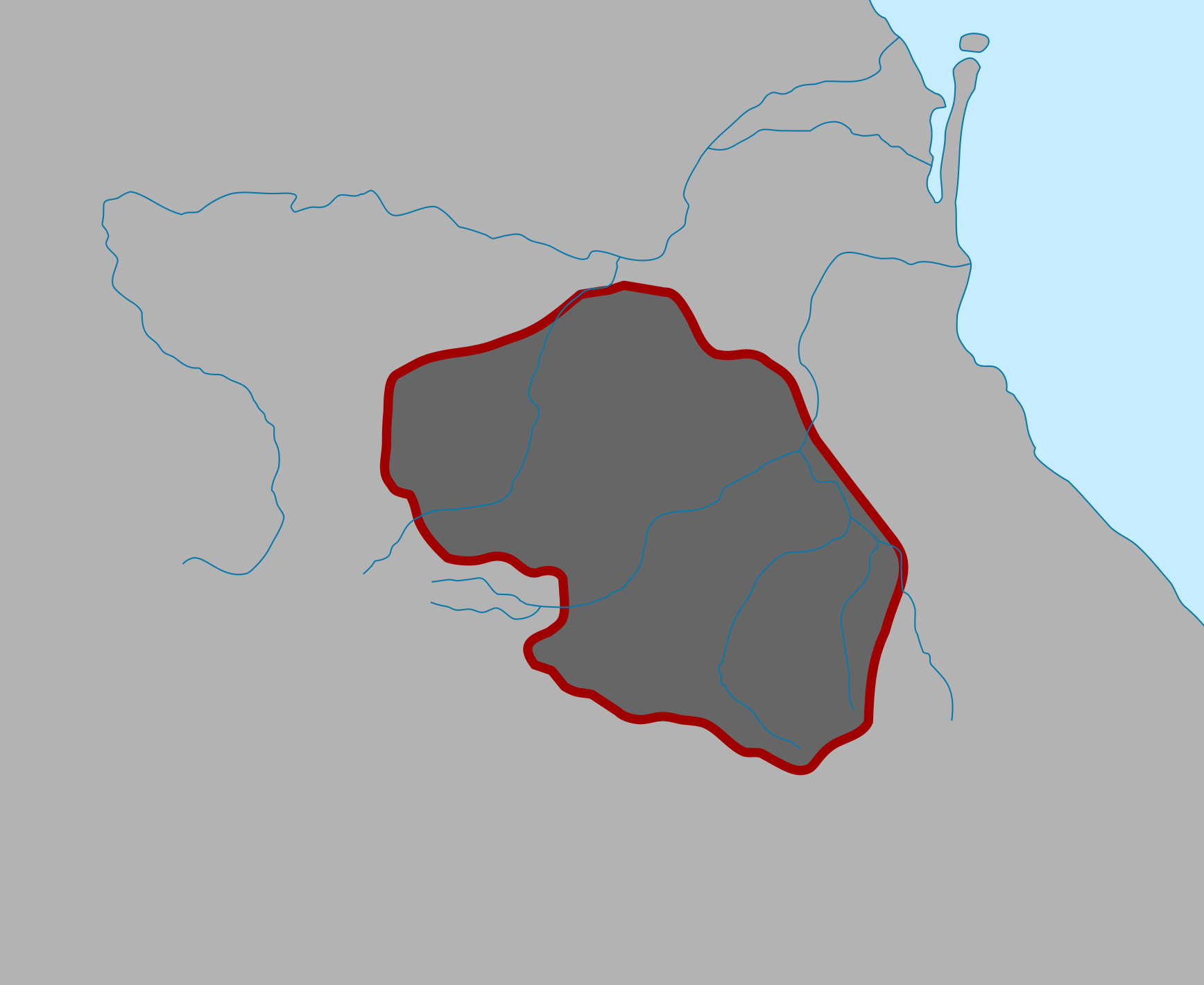
Imamatul Caucazului în 1854

Imamatul Caucazului, cunoscut și cu numele de  Imamatul Caucazian, a fost un stat fondat de imamii Daghestanului și Ceceniei la începutul secolului al XIX-lea în Caucazul răsăritean, având ca principal obiectiv lupta împotriva Imperiului Rus în ceeace avea să fie cunoscut cu numele de „Războiul Caucazului”. 

## Secolul al XIX-lea

Drapelul Imamatului Caucazului, 1831-1834

Imamatul a fost înființat în 1828 de către Ghazi Mohammed. Patru ani mai târziu, lui Ghazi avea să-i succeadă  Gamzat-bek. După asasinarea acestuia din urmă în 1834 de către Hadji Murad, poziția de imam a fost ocupată de Șamil. Imamatul a atins apogeul în timpul lui Șamil, când se întindea pe teritoriile Daghestanului, Ceceniei și a unor regiuni din Ingușetia. Adîghea, teritoriul din Caucazul occidental, era considerat sub conducerea supremă a Imamului și era efectiv condus de „naibii” (locotenenții) lui Șamil. Șamil a condus imamatul până la capitularea în fața rușilor din 1859. 
Organul suprem de conducere a Imamatului era „Divanul” (Consiliul de Stat), iar membrii săi erau muftii, naibii și murizii Imamatului.

## Secolul al XX-lea
După izbucnirea Revoluției Ruse din 1917, unul dintre fii lui Șamil, Najm ad-Din, a făcut cu ajutorul Turciei o încercare de reînființare a Imamatului în martie – aprilie 1918. El a fost proclamat al patrulea imam al Caucazului de Nord, a alungat organele de conducere bolșevice din regiune, (sovietele), dar a fost rapid învins de Armata Roșie.